# Georges Sébastian
Georges Sébastian, właśc. węg. György Sebestyén (ur. 17 sierpnia 1903 w Budapeszcie, zm. 12 kwietnia 1989 w La Hauteville) – francuski dyrygent pochodzenia węgierskiego.

## Życiorys
Ukończył Akademię Muzyczną w Budapeszcie (dyplom 1921), gdzie do grona jego nauczycieli należeli Leó Weiner, Zoltán Kodály i Béla Bartók. W latach 1922–1923 kształcił się u Bruno Waltera w Monachium, następnie dyrygował orkiestrami w Hamburgu (1924–1925), Lipsku (1925–1927) i Berlinie (1927–1931). Od 1931 roku przebywał w ZSRR, gdzie dyrygował orkiestrą rozgłośni radiowej w Moskwie. W 1938 roku wyjechał do Stanów Zjednoczonych, w latach 1940–1945 był dyrygentem orkiestry w Scranton w stanie Pensylwania. Od 1947 roku dyrygował orkiestrą Opéra-Comique w Paryżu. Jako dyrygent specjalizował się w muzyce okresu romantyzmu, poprowadził wykonania wszystkich symfonii Brucknera i Mahlera.